# فؤاد سزگین
فؤاد سزگین Fuat Sezgin ( ۲۴ اکتبر ۱۹۲۴–۳۰ ژوئن ۲۰۱۸)، محقق علوم اسلامی و مستشرق اهل ترکیه است. او استاد بازنشستهٔ تاریخ علم طبیعی در دانشگاه گوته فرانکفورت آلمان و بنیان‌گذار و مدیر افتخاری مؤسسهٔ تاریخ علوم عربی_اسلامی آن‌جا است. اثر مهم او مجموعه ۱۷ جلدی تاریخ ادب عرب است وی موزه‌ای در استانبول و موزه‌ای در فرانکفورت تاسیس کرده است و در آن‌ها نمونه‌هایی از ابزارها و نقشه‌های مسلمانان قرون وسطی را قرار داده است او کتابی نوشت به‌نام کشف قاره‌ی آمریکا توسط مسلمانان قبل از کریستف کلمب که در آن نشان می‌دهد مسلمانان خیلی قبل‌تر از کلمب به امریکا رفته بودند و نقشه‌های دقیقی تهیه کرده بودند او شاگرد هلموت ریتر بود و استاد خود را تشویق کرد زبان عربی را بیاموزد.

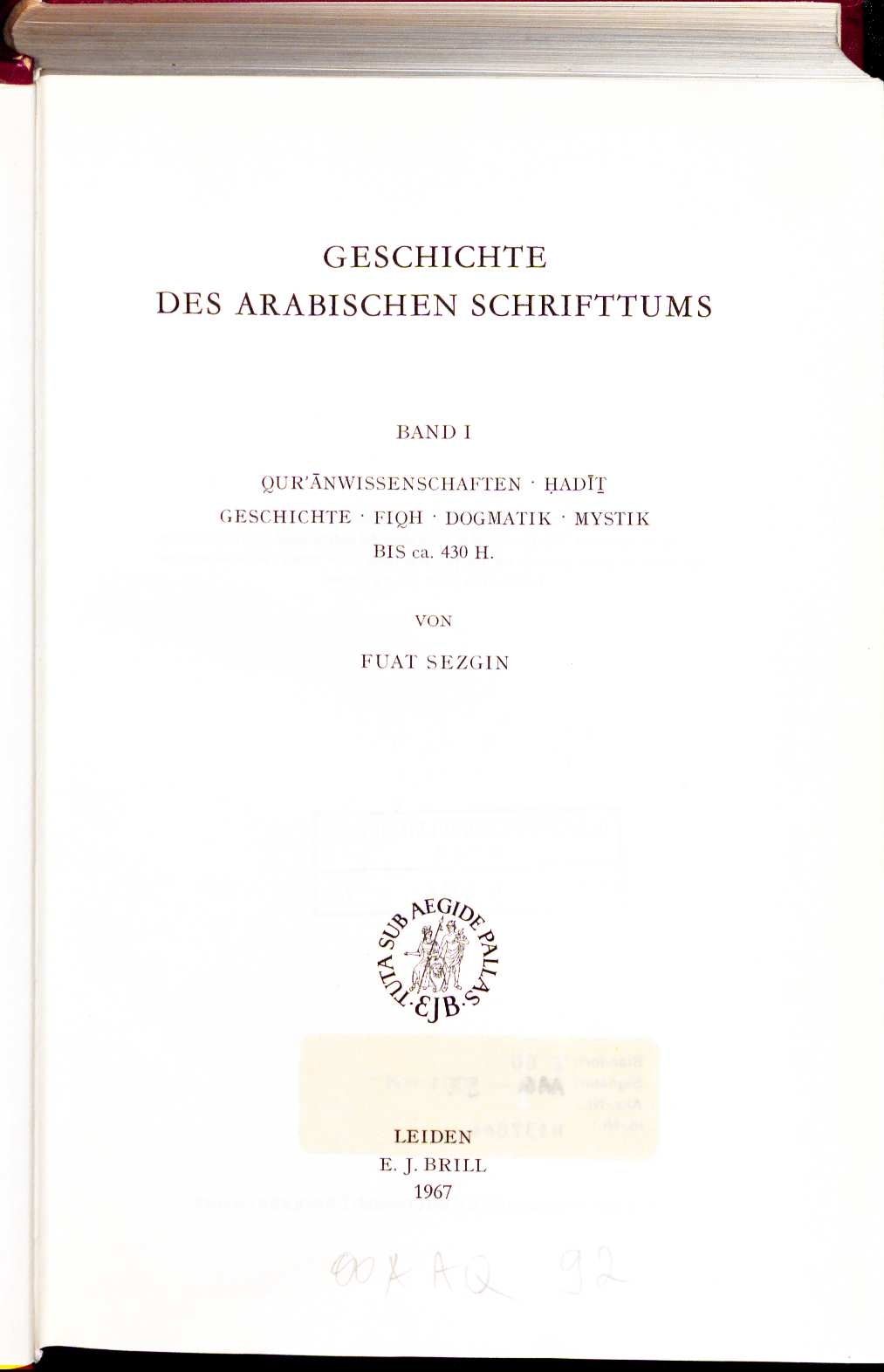
تاریخ ادب عرب

## تحصیلات
وی برای تحصیلات دانشگاهی نخست در دانشکدهٔ مهندسی ثبت نام کرد ولی سپس به راهنمایی و زیر نظر هلموت ریتر (شرق‌شناس آلمانی) به مطالعات شرقی در دانشکده هنرهای دانشگاه استانبول پرداخت. وی در همان‌جا لیسانس، فوق لیسانس (۱۹۴۹) و دکتری (۱۹۵۴) خود را در رشتهٔ علوم اسلامی و مطالعات ایرانی گرفت و در همان‌جا مشغول تدریس شد. سزگین در سال ۱۹۵۶ به آلمان نقل مکان کرد. وی تاکنون ۱۴۰۰ جلد کتاب را تألیف کرده است.
شناخته شده‌ترین اثر او ۱۷ جلد کتاب تاریخ ادب عرب است که اصل کتاب به زبان آلمانی نوشته شده و یک کتاب مرجع استاندارد است. عنوان رسالهٔ دکترای او با عنوان "Buhari'nin Kaynaklari" (منابع بخاری) نشان داد که خلاف عقیدهٔ رایج در میان شرق‌شناسان اروپا، تألیفات حدیثی بخاری از منابعی نوشته‌شده‌است که قدمت آن به قبل از قرن ۷ می‌رسد و همچنین تاریخ شفاهی بود.
او مدرس دانشگاه استانبول بود، اما در پی کودتای ۱۹۶۰ این سمت را از دست داد. نتیجتاً او در سال ۱۹۶۱ به آلمان مهاجرت کرد و به عنوان استاد مدعو در دانشگاه فرانکفورت شروع به کار کرد. در سال ۱۹۸۲، سزگین مؤسسه تاریخ علوم اسلامی عربی را تأسیس کرد. امروز این مؤسسه جامع‌ترین مجموعه از متون تاریخ علم عربی اسلامی در جهان را داراست. در سال ۱۹۸۳ سزگین یک موزهٔ منحصربه‌فرد در این مؤسسه، با گرد هم آوردن بیش از ۸۰۰ مدل از دستگاه‌های علمی از اختراعات دوران طلایی اسلام شامل ابزار و نقشه‌ها، عمدتاً متعلق به دوران طلایی اسلام تأسیس کرد. موزهٔ مشابهی در سال ۲۰۰۸ در استانبول افتتاح شد. 

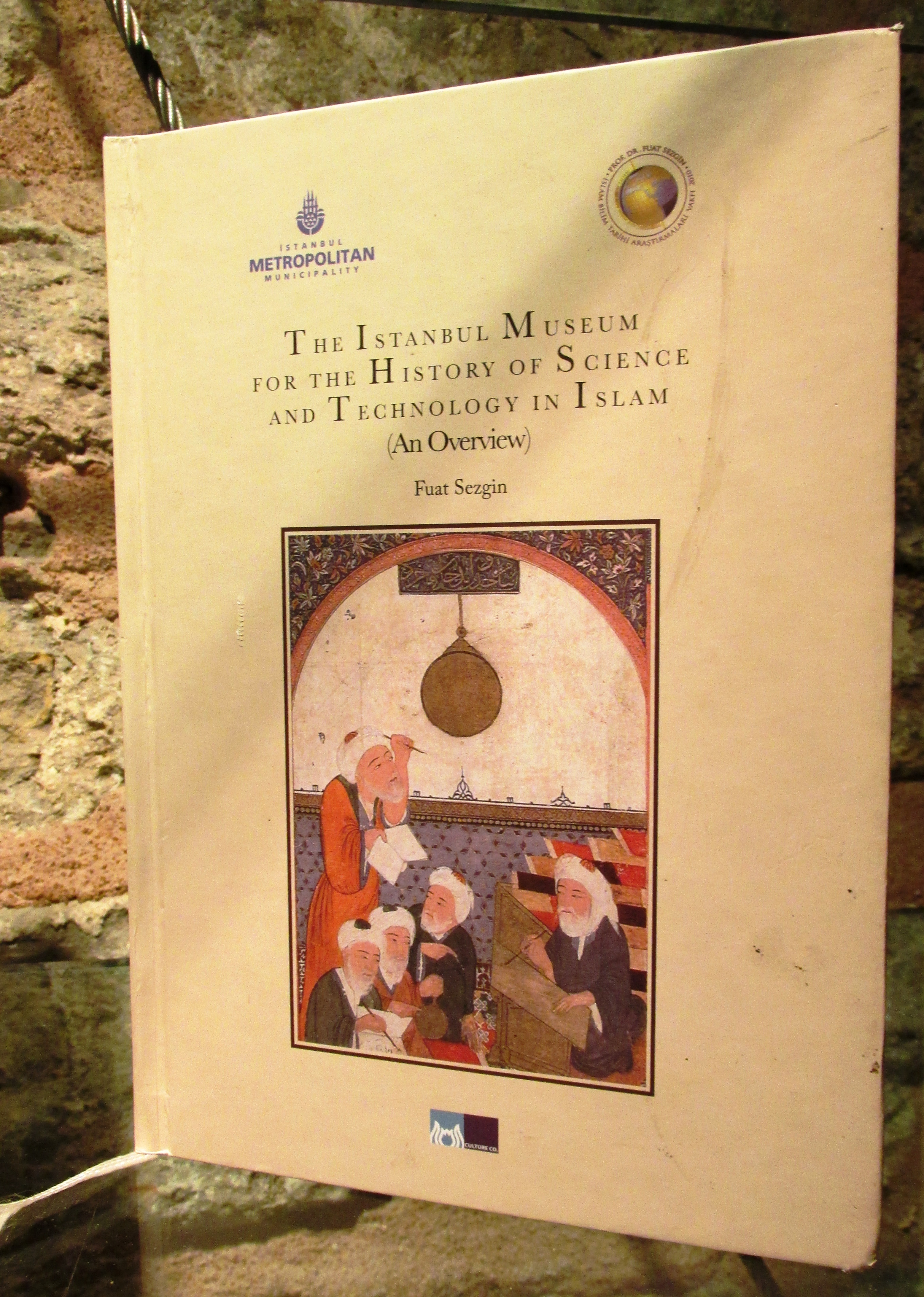
کاتالوگ مجموعه موزه علوم اسلامی استانبول توسط سزگین

## سزگین در ایران
در سال ۱۹۶۸، سزگین چهار کتاب ناشناختهٔ حساب دیوفانت را در حرم امام رضا در مشهد یافت. او در دیدار رئیس کتابخانهٔ مجلس شورای اسلامی ایران پیشنهاد داد تا ۶ جلد کتاب او دربارهٔ جغرافیای اسلامی به فارسی ترجمه شود. وی در زمینهٔ احیاء و بازسازی دستاوردهای تمدنی دانشمندان اسلامی کارهای ماندگار و ارزشمندی را انجام داده و اکنون از این مجموعهٔ بازسازی‌شده یک مرکز نمایشگاهی و موزه‌ای ارزشمندی را در شهر فرانکفورت و در مرکز انستیتو تاریخ علوم اسلامی این شهر تشکیل داده است.

## دایره المعارف تاریخ میراث علمی عرب
وی در سال ۱۹۴۷میلادی شروع به جمع آوری مطالب علمی برای کتاب خود، تاریخ ادب عرب تحت مشاوره استاد کارل بروکلمان، شرق شناس آلمانی کرد. منابع و نسخه های خطی زیادی پیدا کرد که فراتر از انتظارش بود، بنابراین به فکر کار روی یک پروژه علمی جدید افتاد. سزگین در طول زندگی خود نسخه های خطی پراکنده عربی و اسلامی را در کتابخانه های خصوصی و عمومی شرق و غرب جمع آوری کرد و آنها را کپی و به آلمانی ترجمه کرد و اطلاعات موجود در آنها را استخراج کرد و سپس منتشر کرد. از تحقیقات و مطالعات بسیاری که توسط خاورشناسان متخصص در این زمینه دانش تهیه شده بود استفاده کرد. گفته می شد که او خود را وقف این کار کرده بود و روزی 17 ساعت کار می کرد. سزگین در این اثر علوم مختلفی را که مسلمانان ابداع و توسعه داده اند پوشش داد و در مورد همه شاخه های دانشی که با آنها کار می کردند نوشت و گفت رشد علمی در میان مسلمانان «به برخی از شاخه های علم محدود نمی شود، بلکه یک توسعه همه جانبه بوده است و بر اساس قانون توسعه علم پیش رفته، یعنی نمی تواند در جنبه ای خاص رشد کند بدون اینکه با توسعه در سایر جنبه های علم همراه باشد. به این ترتیب سزگین دایره المعارف خود را «تاریخ میراث عرب» در ۱۲ جلد منتشر کرد که شامل اختراعات، اکتشافات و خلاقیت های بسیاری از دانشمندان مسلمان بود. او دایره المعارف خود را بر اساس رشته های علمی تقسیم کرد.
1. علوم قرآن، علم حدیث، تاریخ، فقه، کلام (جلد اول)، چاپ 1967 م.
2. شعر عربی از دوران جاهلیت تا سال 430 هجری قمری (جلد دوم)، چاپ 1975م.
3. پزشکی، داروسازی، دامپزشکی، جانورشناسی (جلد سوم)، چاپ 1970 م.
4. شیمی، کشاورزی، گیاه شناسی (جلد چهارم)، چاپ 1971 م.
5. ریاضیات (جلد پنجم)، چاپ 1973 م.
6. نجوم (جلد ششم)، چاپ 1978 م.
7. احکام بر ستارگان و الآثار العلويَّة و مانند آن (جلد ۷)
8. زبان (جلد ۸)
9. دستور زبان (جلد ۹)
10. جغرافیا و نقشه  سال ۲۰۰۰
11. جغرافیای ریاضی و کارتوگرافی در اسلام و ادامه آن در اروپا سال ۲۰۰۰
12. جغرافیای ریاضی و نقشه کشی در اسلام و ادامه آنها در اروپا، نقشه ها سال ۲۰۰۰[۹]

دکتر اکرم العمری، استاد تاریخ دانشگاه بغداد، برای اولین بار مطالعه انتقادی کتاب «تاریخ میراث عرب» را ارائه کرد و آن را در مجله عراقی المورد در فوریه ۱۹۷۳ منتشر کرد. وی در آن بخش اول را که به تفسیر و علم حدیث می‌پردازد، پرداخته و در ۲۳ مقاله ذکر کرده و ۵۶ اشتباه چاپی و علمی را تصحیح کرده و به ارزش علمی کتاب اعتراف کرده و به زحمات فراوان مؤلف اشاره کرده است. در تهیه این دانشنامه محقق عرب، دکتر حکمت بشیر، پژوهشی با عنوان «تأملاتی در تاریخ میراث عرب فواد سزگین در کتب تفسیر» در مجله دانشگاه اسلامی مدینه منتشر کرد. محقق، نجم عبدالرحمن خلف، کتابی تحت عنوان تأملاتی در تاریخ التراث العربی تألیف فواد سزگین در علم الحدیث منتشر و در دارالبشیرالاسلامیه منتشر کرد. پس از آن نیز مطالعات و یادداشت های متعددی درباره این کتاب منتشر شد

## آثار
- ۱۷ جلد کتاب تاریخ ادب عرب او (۱۹۶۷–۲۰۰۰) زیر بنای تاریخ علم و فناوری در جهان اسلام و گاهشمار دانشمندان و مهندسان مسلمان است.

- ۱۲ جلد تاریخ میراث عرب

- ۵ جلد  علوم طبیعی اسلام او که اسناد مربوط به اقلام موجود در موزهٔ فرانکفورت است.
- از سال ۱۹۸۴ میلادی، او مجلهٔ تاریخ علوم عربی اسلامی را ویرایش می‌کرد.

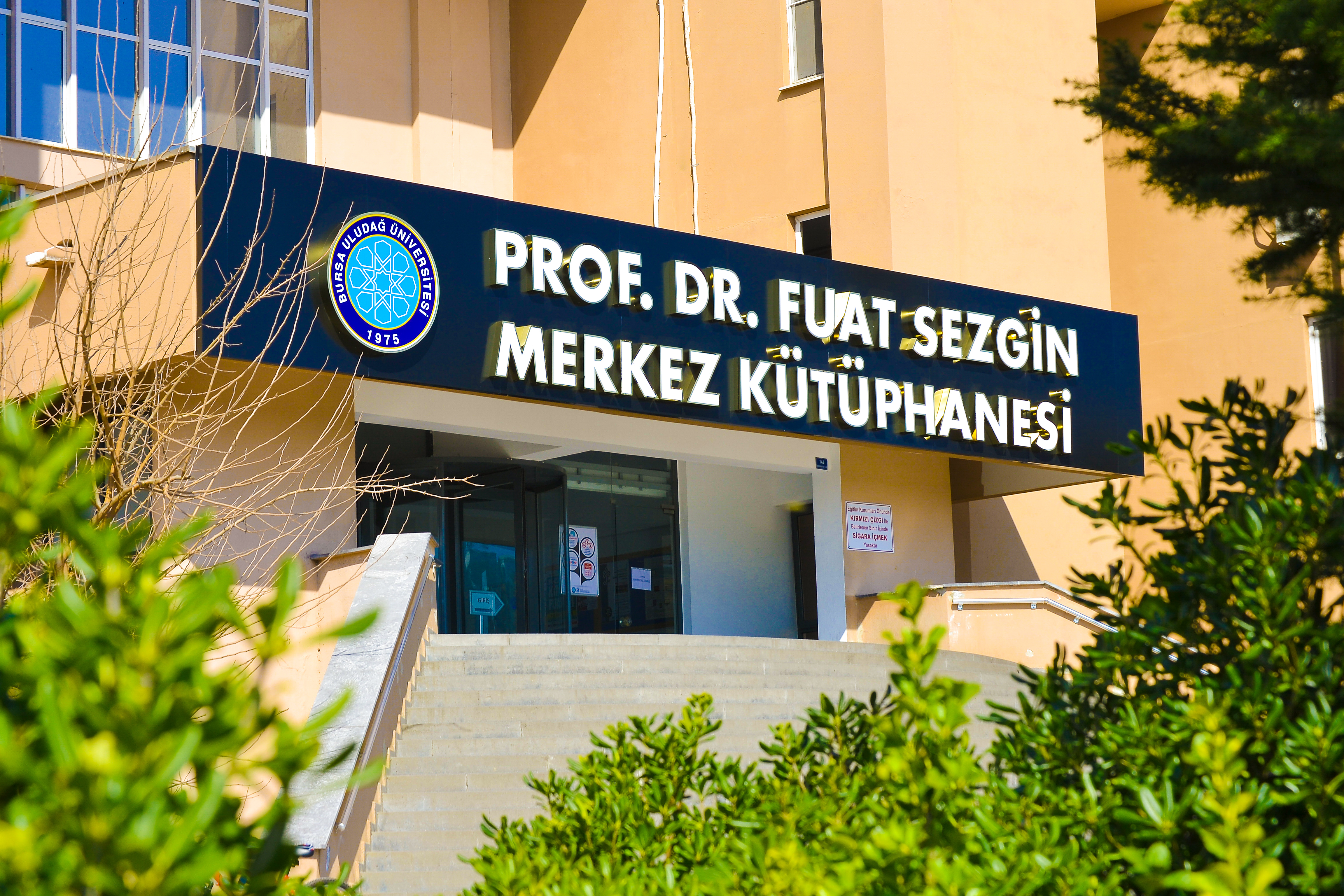
مرکز فرهنگی فواد سزگین

- مرکز فرهنگی فواد سزگینکتاب (کشف قاره امریکا توسط مسلمانان قبل از کریستف کلمب) که در آن سزگین استدلال کرده‌است که دریانوردان مسلمان، آمریکا را پیش از غربی‌ها کشف کرده بودند و با اسناد معتبر نشان داده که غربی‌ها بدون استفاده از مدارک مسلمانان نمی‌توانستند با آن امکانات دریانوردی آن موقع به آمریکا برسند.[۱۱]